# David Hayman
Pour les articles homonymes, voir Hayman.
David Hayman, né le 9 février 1948 à Bridgeton en Écosse, est un acteur, réalisateur écossais.
Son rôle le plus connu est celui du Détective Michael Walker dans la série Scotland Yard, crimes sur la Tamise.

## Biographie
David Hayman est né à Bridgeton à Glasgow en Écosse le 9 février 1948. Il a étudié au Royal Scottish Academy of Music and Drama à Glasgow. Il a commencé sa carrière d'acteur au Citizens Theatre de la ville, jouant une variété de rôles, dont Hamlet, Figaro et Al Capone. 
Il a gagné une notoriété nationale en jouant un forçat notoire de la Prison Barlinnie dans le film A Sense of Freedom (en) (Un sentiment de liberté) de John Mackenzie. 
Sa longue liste au casting de films de cinéma inclut des apparitions dans des films avec Pierce Brosnan dans Le Tailleur de Panama, Bruce Willis dans Le Chacal et Kevin Spacey dans Ordinary Decent Criminal. Il est également apparu dans Le Garçon au pyjama rayé de Mark Herman ainsi que Hope and Glory de John Boorman.
Hayman est connu pour son rôle du Détective Michael Walker dans la série policière de Lynda La Plante Scotland Yard, crimes sur la Tamise, qui compte douze saisons de 1997 à 2009.
Hayman a également eu du succès dans la réalisation de productions cinématographiques et télévisuelles. Silent Scream est une étude sur les condamnés à la prison Barlinnie qui s’intéresse à la vie du meurtrier Larry Winters. Le film est présenté à la Berlinale 1990. En 1993, il réalise The Hawk avec Helen Mirren qui joue le rôle d'une femme qui soupçonne son mari d'être un tueur en série. Enfin, The Near Room avec Adrian Dunbar et David O'Hara est un film sombre et inquiétant sur la maltraitance des enfants et la corruption à Glasgow.
En septembre 2011, Hayman a présenté un documentaire reconstituant les meurtres non résolus à Glasgow du tueur en série Bible John (en), qui a assassiné trois jeune femme à la fin des années 1960. Le documentaire intitulé À la recherche de Bible John, met en évidence le lien entre Peter Tobin (en) et les meurtres.
Sur scène, Hayman joue en 2011 le rôle de Chris dans la production d'Anna Christie au Théâtre Donmar de Londres. En 2012, il retourne au Citizens Theatre de Glasgow pour jouer le rôle-titre du Roi Lear.
Hayman s'est vu décerner par la ville de Glasgow la « médaille d'or » en 1992, pour ses services remarquables aux arts du spectacle. En 2001 il fonde l'organisme d'aide humanitaire Spirit Aid qui est destiné aux enfants du monde dont la vie a été dévastée par la guerre, le génocide, la pauvreté, l'abus ou le manque d'opportunité à la maison et à l'étranger,. Il est actuellement chef des opérations de la charité qui entreprend des projets de secours humanitaire au Kosovo, à la Guinée-Bissau, l'Afghanistan, le Sri Lanka, le Cambodge, le Malawi et l'Afrique du Sud.
Hayman et sa femme Alice ont 3 fils, David, Sammy et Sean.

## Filmographie

### Acteur

#### Cinéma

##### Longs métrages
- 1979 : A Sense of Freedom de John Mackenzie : Jimmy Boyle
- 1981 : L'Arme à l’œil de Richard Marquand : Canter
- 1986 : La Loi de Murphy de J. Lee Thompson : Jack
- 1986 : Sid et Nancy de Alex Cox : Malcolm
- 1986 : Heavenly Pursuits de Charles Gormley : Jeff Jeffries
- 1987 : Hope and Glory de John Boorman : Clive Rohan
- 1987 : Walker de Alex Cox : père Rossiter
- 1989 : Venus Peter de Ian Sellar : Kinnear
- 1990 : Silent Scream de David Hayman : personnel pénitentiaire
- 1995 : Rob Roy de Michael Caton-Jones : Sibbald
- 1995 : The Near Room de David Hayman : Dougie Patterson
- 1997 : Smilla de Bille August : Telling
- 1997 : Twin Town de Kevin Allen : Dodgy
- 1997 : Regeneration de Gillies MacKinnon : Maj. Bryce
- 1997 : Le Chacal de Michael Caton-Jones : Terek Murad
- 1997 : The Boxer de Jim Sheridan : l'aide de Joe Hamill
- 1998 : My Name Is Joe de Ken Loach : McGowan
- 1998 : Légionnaire de Peter MacDonald : sergent recruteur
- 1999 : The Lost Son de Chris Menges : le souteneur de Nathalie
- 1999 : Le Match du siècle de Mick Davis : Scrapper
- 2000 : Ordinary Decent Criminal de Thaddeus O'Sullivan : Tony Brady
- 2000 : Best de Mary McGuckian : Tommy Dougherty / le Barman
- 2000 : Vertical Limit de Martin Campbell : Frank 'Chainsaw' Williams
- 2001 : Le Tailleur de Panama de John Boorman : Luxmore
- 2002 : The Last Great Wilderness de David Mackenzie : Ruaridh
- 2002 : The Wild Dogs (en) de Thom Fitzgerald : Victor
- 2004 : Gladiatress de Brian Grant : General Rhinus
- 2005 : La Vérité nue de Atom Egoyan : Reuben
- 2005 : Rag Tale de Mary McGuckian
- 2006 : Small Engine Repair de Niall Heery : Jesse Gold
- 2007 : Unknown Things de Bruno Coppola : Dr MacGregor
- 2007 : Speed Dating de Tony Herbert : Doctor Birmingham
- 2007 : La Grande Inondation de Tony Mitchell (en) : Major General Ashcroft
- 2008 : Le Garçon au pyjama rayé de Mark Herman : Pavel
- 2010 : Cadavres à la pelle de John Landis : Danny McTavish
- 2011 : Carcéral: Dans l'enfer de la taule (Screwed) de Reg Traviss : Keenan
- 2011 : Birthday d'Alex McCall : gardien de prison
- 2012 : Sawney: Flesh of Man  de Ricky Wood : Sawney Bean
- 2012 : The Domino Effect de Paula van der Oest : Robert
- 2014 : The Ryan Initiative  de Kenneth Branagh : Ambassadeur Sergey Dostal
- 2014 : Queen and Country de John Boorman : Clive Rohan
- 2014 : Castles in the Sky de Gillies MacKinnon : Frederick Lindemann
- 2015 : Macbeth de Justin Kurzel : Lennox
- 2019 : Our Ladies de Michael Caton-Jones
- 2022 : My Neighbor Adolf
- 2022 : La Malédiction de Raven's Hollow de Christopher Hatton : Dr Garrett
- 2023 : Raging Grace de Paris Zarcilla : Mr Garrett

##### Courts métrages
- 1995 : The Short Walk de Jonathan Hacker : Capitaine
- 1997 : Friendly Voices de Jack Wyper
- 2000 : Last Orders de Francis Delaney
- 2004 : Fuse de Rob Fox : Lem
- 2006 : A Shot in the West de Robert Kelly : Henry Wynn
- 2009 : Munro de Michael Keillor : Bill McCrindle
- 2011 : Therapist de Barry Adamson : Neville
- 2012 : Wheels de David Begg : Charlie
- 2013 : The Angel de Elizabeth Caproni : conseiller
- 2014 : Liam and Lenka de Michael Keillor : Docherty
- 2015 : Dust & Resin de Stephen Parker : Francis
- 2015 : City de Mikey Murray : Kerr

#### Télévision
- 1966-1967 : This Man Craig, 5 épisodes
- 1967 : The Revenue Men, saison 2, épisode 13 : Joe
- 1972 : Play for Today, saison 3, épisode 9 : Alec
- 1976 : Sutherland's Law, saison 5, épisode 6 : Angus Murchison
- 1976 : Rob Roy, saison 1, épisodes 1 et 2 : Percie
- 1977 : The Eagle of the Ninth, saison 1, épisodes 4-5-6 : Liathan
- 1978 : Drôles de dames, saison 2, épisodes 14 : spectateur
- 1978 : Scotch & Wry : divers rôles
- 1980 : Enemy at the Door, saison 2, épisode 5 : Oberleutnant Hellman
- 1982 : Fame Is the Spur, saison 1 , épisodes 1 à 8 : Arnold Ryerson
- 1982 : Coming Out of the Ice, téléfilm de Waris Hussein : Commandant de garde 1
- 1982 : ITV Playhouse, saison 14, épisode 8 : Denny
- 1982 : The Magnificent One, téléfilm de Sandy Johnson et Richard Greatrex : vieil homme
- 1983 : Mr. Right : Raymond
- 1983 : It'll All Be Over in Half an Hour, saison 1, épisodes 1 à 3 : divers rôles
- 1983 : Reilly: Ace of Spies, saison 1, épisode 3 : Von Jaegar
- 1984 : Scotland's Story, 14 épisodes : narrateur
- 1985 : Fell Tiger, saison 1, épisodes 1 à 6 : Joe Borrow
- 1985 : Summer Season, saison 1, épisode 25
- 1986 : The Holy City, téléfilm de Bill Bryden
- 1990-1997 : The Bill, 2 épisodes
- 1992 : Le cimetière oublié, téléfilm de John Patterson : plombier
- 1992 : Underbelly, saison 1, épisodes 1 à 4 : Stephen Crowe
- 1993 : An Exchange of Fire, saison 1, épisodes 1 et 2 : Inspecteur Sharrock
- 1993 : Between the Lines, saison 2, épisode 2 : David Lindsay
- 1994 : Finney, saison 1, épisodes 1 à 6 : McDade
- 1995 : Ghosts, saison 1, épisode 1 : Les Rudkin
- 1996 : Casualty, saison 11, épisode 7 : Phil Davies
- 1997-2009 : Scotland Yard, crimes sur la Tamise, 36 épisodes : Michael Walker
- 1998 : Getting Hurt de Ben Bolt : Corvin
- 1998 : Space Island One, saison 1, épisode 5 : Dr. Carl Sutter
- 2000 : V.I.P., saison 2, épisode 16 : Stiles
- 2000 : Harbour Lights, saison 2, épisode 1 : John Stearn
- 2001 : Les Mystères de Sherlock Holmes, saison 1, épisode 2 : Mitchell
- 2002 : As the Beast Sleeps, téléfilm de Harry Bradbeer : Alec
- 2002 : Tough Love, téléfilm de David Drury : Barry Hindes
- 2003 : Still Game, saison 2, épisode 6 : Vince
- 2003 : Gifted, téléfilm de Douglas Mackinnon : Michael Sanderson
- 2003 : De drabbade, saison 1, épisodes 5 et 6 : Häxjägaren
- 2005 : Meurtres en sommeil, saison 5, épisode 3 et 4 : Eddie Vine
- 2006 : Avenger, téléfilm de Robert Markowitz : Zoran Zilic
- 2009 : Inspecteur Lewis, saison 3, épisode 4  : Richie Maguire
- 2009 : Robin des bois, saison 3, épisode 3 : Abbot
- 2010 : One Night in Emergency, téléfilm de Michael Offer
- 2010 : Rab C. Nesbitt, saison 9, épisode 4 : Reverend Marr
- 2011 : The Crews, saison 1, épisode 1 : Paddy Mullen
- 2011-2013 : Top Boy, saison 1, épisode 4 - saisons 2, épisodes 1 à 3 : Joe
- 2012 : The Hollow Crown, saison 1, épisode 2 : Worcester
- 2012 : Blackout, saison 1, épisodes 1 et 3 : Henry Pulis
- 2013 : The Field of Blood, saison 2, épisodes 1 et 2 : Red Willie McDade
- 2012-2013 : The Paradise, 14 épisodes : Jonas
- 2014 : Shetland, saison 2, épisode 3 et 4 : Joe Dalhousie
- 2014 : Flics toujours, saison 11, épisode 1  : Ralph Paxton
- 2015 : London Spy : Mr. Turner
- 2017 : Taboo : Brace

### Réalisateur

#### Cinéma
- 1990 : Silent Scream avec Iain Glen qui a remporté pour ce film l'Ours d'argent de la meilleure performance d'acteur à la Berlinale 1990
- 1993 : The Hawk avec Daryl Webster, Thomas Taplin
- 1995 : The Near Room avec Adrian Dunbar, David O'Hara

#### Télévision
- 1985 : Summer Season, saison 1, épisode 4
- 1989 : The Play on One, saison 2, épisode 3
- 1989-1991 : The Bill, saison 5, épisode 94 - saison 6, épisode 15 et saison 7, épisodes 16-24-72-83
- 1992 : Firm Friends, saison 1, épisodes 1 à 4
- 1992 : Screen One, saison 4, épisode 4
- 1993 : A Woman's Guide to Adultery, saison 1, épisodes 1 à 3
- 1994 : Cardiac Arrest, saison 1, épisodes 1 à 6
- 1994 : Finney, saison 1, épisodes 1 à 6
- 2000 : The Servant Girl, téléfilm
- 2000 : Harbour Lights, saison 2, épisode 5

## Distinctions

### Récompenses
- Berlinale 1990 : « Prix OCIC » pour Silent Scream

### Nominations
- Berlinale 1990 : « Ours d'or » pour Silent Scream
- Fantasporto 1992 : catégorie « Prix international du film fantastique - Meilleur film » pour Silent Scream
- Fantasporto 1996 : catégorie « Prix international du film fantastique - Meilleur film » pour The Near Room
- Prix Génie 2004 : Prix Génie du meilleur acteur dans un second rôle pour son rôle dans The Wild Dogs (en)
- MystFest 1993 : catégorie « Meilleur film » pour The Hawk
- Festival international du film de Saint-Sébastien 1995 : « Coquille d'or » pour The Near Room